# Conanthera bifolia
Conanthera bifolia är en enhjärtbladig växtart som beskrevs av Hipólito Ruiz López och Pav.. Conanthera bifolia ingår i släktet Conanthera och familjen Tecophilaeaceae. Inga underarter finns listade i Catalogue of Life.

## Bildgalleri

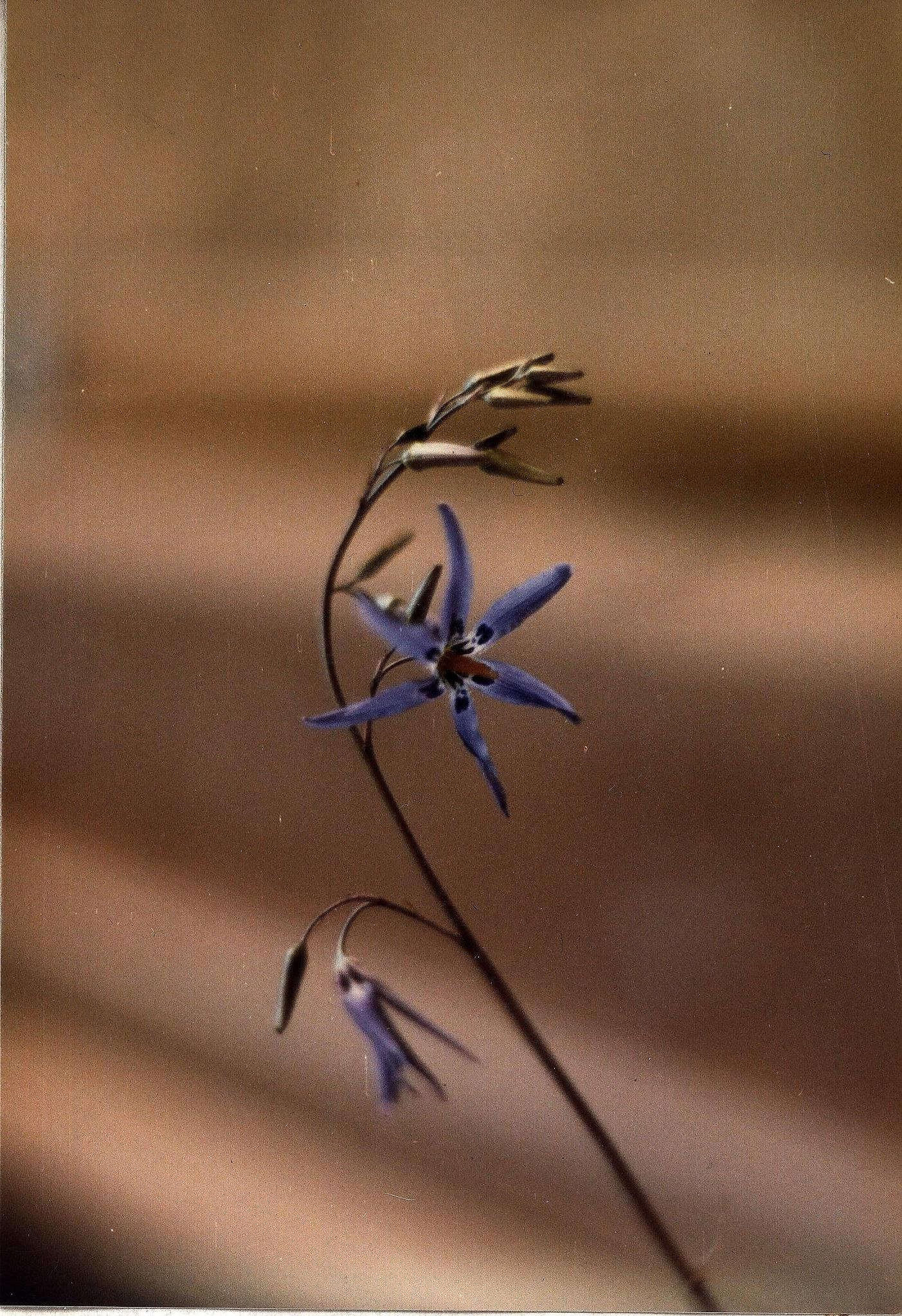
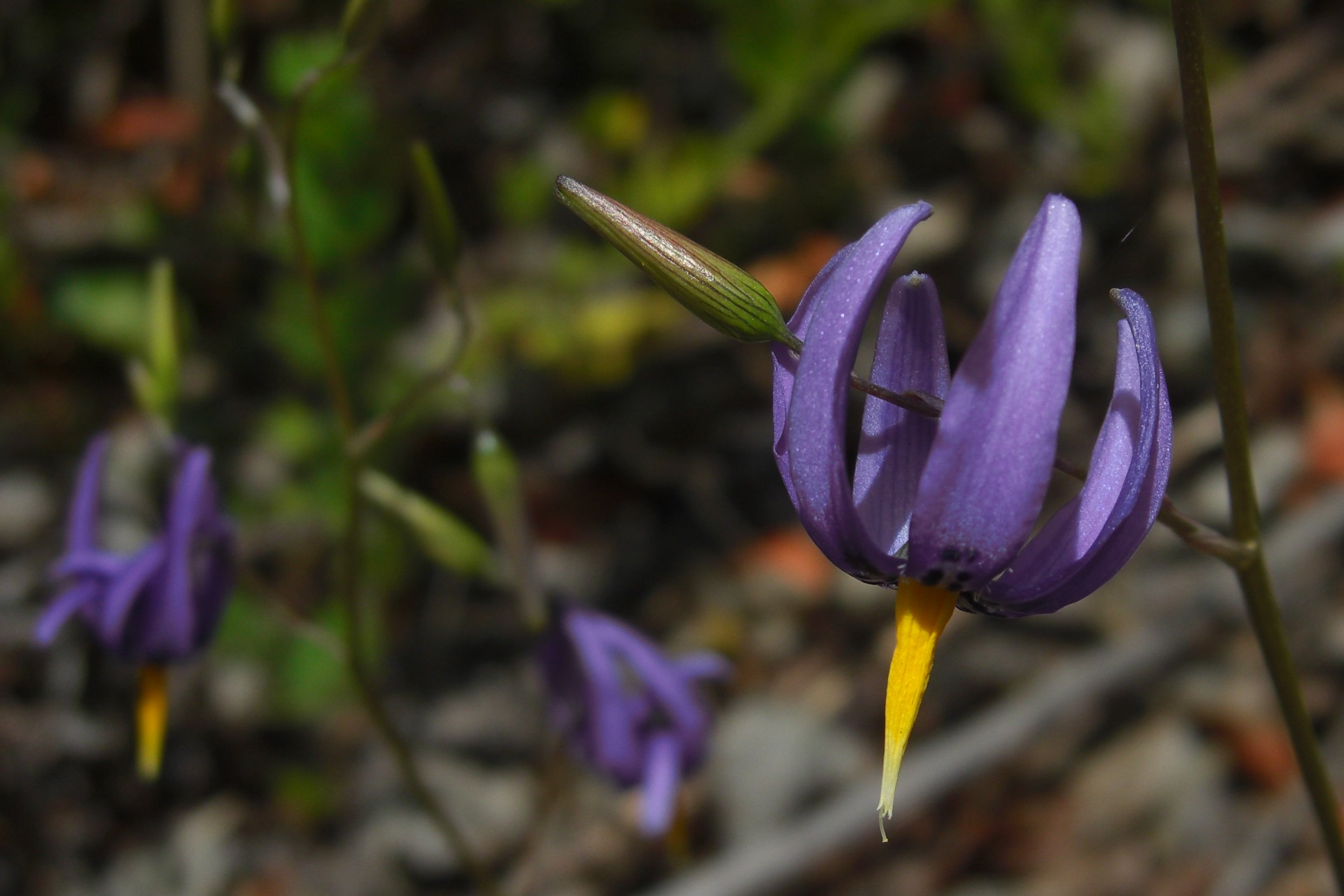